# West Memphis
West Memphis är en stad (city) i Crittenden County, i delstaten Arkansas, USA. Enligt United States Census Bureau har staden en folkmängd på 26 054 invånare (2011) och en landarea på 73,7 km².